# Sparks
Sparks es una banda de rock estadounidense liderada por los hermanos Ron y Russell Mael, surgida en Los Ángeles a principios de los años 1970, que se destaca por sus letras inteligentes, sofisticadas y divertidas, por la voz operística de Russell, por sus canciones melódicas y por sus experimentaciones con diversos géneros. Sin embargo, su sonido es difícil de categorizar, pues la banda avanzó a través de muchas corrientes musicales y fue pionera en una gran cantidad de estilos. 
En realidad, el dúo se formó inicialmente en 1966 bajo el nombre Halfnelson, y decidió cambiar su nombre a "Sparks" por motivos comerciales. "Computer Girl", grabada en 1966, es la primera canción que realizaron y que ha sobrevivido de aquella temprana época. También existen otros demos que no se han publicado oficialmente. Desde sus inicios, sus presentaciones en vivo se han caracterizado por ser enérgicas y teatrales. Mientras Russell da saltos por todo el escenario y juega con el público, Ron se limita a permanecer con un rostro inexpresivo que en breves ocasiones realiza muecas perturbadoras. 
Su influencia y legado musical abarca artistas tan dispares como Sex Pistols, New Order y Björk.

## Historia
El primer álbum de la banda, Sparks (originalmente llamado Halfnelson), producido por Todd Rundgren, salió en 1971, en pleno apogeo del rock progresivo, el heavy metal y el art rock, pero anticipó varios años el sonido de bandas de new wave como Blondie o The Cars, gracias a sus cortas canciones pop con innovadoras texturas (como Wonder Girl). Su siguiente álbum, titulado A Woofer In Tweeter's Clothing, se publicó en 1972. Este tiene un sonido bastante similar, y, al igual que su antecesor, no tuvo éxito comercial. 
Dado que el estilo de la banda es mucho más similar al aceptado por el público británico, los hermanos Mael deciden mudarse a Inglaterra, donde su siguiente trilogía (usualmente considerada su mejor época) tuvo algo de éxito comercial. El primero de estos álbumes salió en 1974 y se llamó Kimono My House. Este representó un cambio bastante importante en el sonido de la banda. Cada canción del disco es una opereta pop sobreproducida que coquetea con otros géneros (vals, glam rock, art rock, pop bailable, etc.) y posee letras extremadamente inteligentes e irónicas. Sencillos como This Town Ain't Big Enough for Both of Us y Amateur Hour avanzaron bastante en las listas del Reino Unido (el primero llegó al puesto n.º 2), e hicieron que el álbum pasara a ser considerado como el mejor de esta agrupación. El siguiente álbum, Propaganda, es similar y también fue relativamente exitoso gracias a canciones como Never Turn Your Back On Mother Earth y Something For The Girl With Everything. Los hermanos contrataron a Tony Visconti para que produjera Indiscreet, que tiene mayor influencia de géneros clásicos y que no fue tan exitoso. Es principalmente por el sonido de estos tres álbumes por lo que muchos comparan a Sparks con Queen.
Los hermanos decidieron regresar a su país natal, donde editaron Big Beat en 1976, que no tuvo mucho éxito comercial. Se destaca por ser el álbum de la banda donde las guitarras tienen más relevancia (aunque eso no lo priva de tener temas pop como Throw Her Away (And Get A New One)) y la producción es un poco más tosca. Introducing Sparks salió en 1977 y no fue editado en CD, por lo que es uno de sus álbumes más desconocidos e ignorados.
La banda grabó dos álbumes de música disco con Giorgio Moroder (productor italiano de ese género, quien compuso parte del material) titulados No. 1 In Heaven y Terminal Jive (ambos de 1979). El primero fue un álbum muy influyente para muchas bandas de la década de los 80 y supuso una reinvención en la carrera de la banda. Luego la banda incursionó en un new wave y pop rock más comercial con los álbumes Whomp That Sucker y Angst In My Pants, que fueron producidos por Reinhold Mack (productor de Queen por aquella misma época). A partir de 1983 y a lo largo del resto de la década, los hermanos Mael se sumergieron en el pop de sintetizadores y tuvieron algo de éxito comercial (incluso en Estados Unidos). Esta última etapa es considerada la peor de su carrera a nivel artístico y causó un receso creativo de varios años.
A mediados de la década de los '90, los Sparks regresan con Gratuitous Sax & Senseless Violins. En este disco de 1994 exploran elementos de la escena electrónica creciente de ese entonces. En 1997 publicaron Plagiarism, un álbum que contiene reinterpretaciones de algunos de los clásicos de la banda, con varios artistas invitados como Erasure, Faith No More y Jimmy Sommerville. Balls fue editado en 2000 siguiendo el esquema planteado por Gratuitous Sax & Senseless Violins y agregando algunos nuevos elementos. 
A partir de aquí, la banda entró a una nueva era en la que se reinventaron completamente y volvieron a sus años de gloria en cuanto a valoración crítica se refiere. Lil' Beethoven fue publicado en 2002. En este álbum experimentan con elementos de música clásica, que complementan las letras sarcásticas, irreverentes y entretenidas que siempre caracterizaron a este dúo. Se utilizan capas y capas de voces operísticas (que, nuevamente, presentan similitud con Queen). La mayoría de las composiciones son repetitivas y recuerdan al Techno, pero con elementos clásicos.
Hello Young Lovers fue lanzado en febrero de 2006, gozando de importantes críticas. Aquí profundizan en la línea abierta en Lil' Beethoven, pero añadiendo más guitarras. La canción Dick Around de este álbum ha sido definida por muchos como la obra cumbre de la banda. Esta pieza puede definirse como una multiparte sinfónica. Contiene diversos géneros: ópera, vaudeville, art rock, balada, power metal, thrash metal, entre otros. Todo esto aunado a las recurrentes letras inteligentes y a un gran dramatismo. Debido a sus características de multiparte, sus momentos a capela y sus incursiones en la ópera, ha sido calificada como "la Bohemian Rhapsody del siglo XXI" por algunos.
En el 2008 la actividad de la banda alcanza su cenit con una hazaña poco vista: durante veinte días casi consecutivos interpretan sus veinte discos finalizando el día veintiuno con la presentación de su vigésimo primer trabajo: Exotic Creatures Of The Deep. Este último presenta ciertas similitudes con sus dos trabajos anteriores, pero en una vena mucho más pop y melódica. En agosto de 2009 lanzan una Rock Opera llamada The Seduction Of Ingmar Bergman en colaboración con Sveriges Radio que narra una ficción en la cual el director de cine Ingmar Bergman va a Hollywood.
El 9 de marzo de 2015 anuncian la formación de un supergrupo junto a la banda escocesa Franz Ferdinand. En 2013 ya habían coincidido en el cartel del festival de Coachella. Al parecer, Alex Kapranos, cantante de Franz Ferdinand, buscaba un dentista cuando se encontró con los hermanos Mael. Estos lo invitaron a ver su concierto y poco después decidieron lanzarse a producir un disco conjunto tras haber manifestado su admiración mutua en distintas ocasiones. La banda resultante se llama FFS y el disco homónimo se lanzó el 8 de junio de 2015 en Reino Unido y el 9 de junio en Estados Unidos. El disco está producido por John Congleton y el primer sencillo fue Johnny Delusional.
En 2017 publicaron el disco Hippopotamus, que representa una conjunción de los estilos abarcados en distintas partes de su carrera musical. Canciones como I Wish You Were Fun y Life With The Macbeths fueron nuevamente aclamadas por la crítica como un soplo de aire fresco ante el escenario musical actual.
El 15 de mayo de 2020 publicaron A Steady Drip, Drip, Drip, un nuevo disco que continuó con la ovación por parte de la crítica y el público, presentando una interesante variedad de estilos musicales ya característicos de la banda. Curiosamente, las canciones más aclamadas no fueron las elegidas como sencillos.
En 2021 la banda participó en dos proyectos cinematográficos muy diferentes. Por un lado, publicaron el documental The Sparks Brothers, dirigido por Edgar Wright, que funciona como un repaso por todas las décadas que abarca la trayectoria del grupo, finalizando previo a la publicación del disco A Steady Drip, Drip, Drip. A la par, la banda se encargó del guion y la banda sonora de Annette, película dirigida por Leos Carax que abrió el Festival de Cannes y ganó algunos premios, incluido el de mejor director.
El próximo disco de Sparks será publicado el 26 de mayo de 2023, y se titula: "The Girl Is Crying In Her Latte". El sencillo del álbum, que posee el mismo título, ha cosechado buenas críticas.

## Discografía

### Álbumes de estudio
- "Sparks" / "Halfnelson" (1971)
- "A Woofer In Tweeter's Clothing" (1972)
- "Kimono My House" (1974)
- "Propaganda" (1974)
- "Indiscreet" (1975)
- "Big Beat" (1976)
- "Introducing Sparks" (1977)
- "No. 1 In Heaven" (1979)
- "Terminal Jive" (1979)
- "Whomp That Sucker" (1981)
- "Angst In My Pants" (1982)
- "In Outer Space" (1983)
- "Pulling Rabbits Out Of A Hat" (1984)
- "Music That You Can Dance To" (1986)
- "Interior Design" (1988)
- "Gratuitous Sax And Senseless Violins" (1994)
- "Plagiarism" (1997)
- "Balls" (2000)
- "Lil' Beethoven" (2002)
- "Hello Young Lovers" (2006)
- "Exotic Creatures of the Deep" (2008)
- "The Seduction of Ingmar Bergman" (2009)
- "Two Hands One Mouth" (2012)
- "Hippopotamus" (2017)
- "A Steady Drip, Drip, Drip" (2020)
- "Annette" (2021)
- "The Girl Is Crying In Her Latte" (2023)
- "MAD!" (2025)

### Recopilaciones
- "In The Swing" (1993)
- "The Heaven Collection" (1993)
- "The Hell Collection" (1993)
- "Just Got Back From Heaven" (2001)
- "Real Extended: The 12 Inch Mixes" (2012)
- "Shortcuts - The 7" Mixes 1979-1984" (2012)
- "New Music For Amnesiacs - The Ultimate Collection Boxset" (2013)
- "The Sparks Brothers" (2021)